# Джоані Соммерс
Джоані Соммерс (уроджена Джоан Дрост, нар. 24 лютого 1941) — американська співачка й акторка. У кар'єрі співачки вона зосередилася на джазі, стандартній та популярній музиці. Соммерс відома як «Голос шістдесятих» і пов'язують з першокласними аранжувальниками, авторами пісень і продюсерами, її популярність тісно пов'язана з її найбільшим, але найбільш нехарактерним хітом «Johnny Get Angry».

## Кар'єра
Народилась у Баффало, штат Нью-Йорк, США, Соммерс почав співати в церкві, щоб впоратися з «важким дитинством». У 1951 році, у віці 10 років, вона з'явилася у телевізійній програмі Баффало, з піснею «Your Cheating Heart» Генка Вільямса, вигравши конкурс талантів аматорів. Усю свою юність вона жила з батьком і двома братами в Північній Тонаванді, Нью-Йорк, відвідувала там школу до 14 років.
У 1955 році її родина переїхала до Венеса, штат Каліфорнія, де вона здобула відзнаку як вокалістка зі своїм шкільним оркестром у «Venice High», а також у коледжі міста Санта-Моніка.
До неї прийшов успіх, коли друг відвів її до Deauville Country Club (нині Braemar Country Club) у Санта-Моніці, де вона співала з групою Томмі Олівера. Він організував демозапис та представив його Warner Brothers, після чого Соммерс підписала контракт з лейблом.
Warner спочатку використала її вокальні дані у пісні «Am I Blue» на спеціальній платівці 1959 року «Behind Closed Doors at a Recording Session» і на одній стороні синглу «Kookie's Love Song» з Еддом Бірнсом. Співпраця з Бірнсом принесла їй невелику роль у детективному телесеріалі «Сансет-Стріп, 77», у якому Бірнс зіграв роль Джеральда Ллойда Кукі Куксона III. Крім того, вона співала у піснях Бірнса «I Don't Dig You» і «Hot Rod Rock», які з'явилися в одному з його альбомів.
Одночасно Олівер підтримав Соммерс, залучивши її до виступів з оркестром у каліфорнійських залах Hollywood Palladium і The Chalet at Lake Arrowhead.
Її дебютний сингл 1960 року «One Boy» (з мюзиклу «Прощавай, Берді») три місяці знаходився у чартах, досягнувши 54 позиції в «Billboard» Top 100. Композиції «One Boy» та «I'll Never Be Free» стали переможцями «Billboard» Spotlight. Вона виступила у Left Bank Club у Нью-Йорку, Crescendo в Голлівуді, Freddie's у Міннеаполісі та The Cloister у Чикаго, а також виступи на «Шоу Джека Пара» та спеціальному випуску Боббі Даріна.
На початку 1960 року Warner випустив перший альбом Соммерс «Positively the Most» без популярного синглу «One Boy». Пізніше того ж року Warner випустив сингл «Ruby-Duby-Du» з вокальною версією інструментальної партії Tobin Mathews & Co. із фільму «Ключовий свідок». Запис не потрапив у чарти.
У 1962 році сингл Соммерс «Johnny Get Angry», випущений Warner Bros. досяг 7 місця у Billboard Hot 100. Від вершини чарту його віддаляли такі хіти: «Roses Are Red (My Love)» Боббі Вінтона, «I Can't Stop Loving You» Рея Чарльза та «Sealed With A Kiss» Браяна Гайленда. Того ж року пісня Соммерса «When the Boys Get Together» посіла 94 місце в чартах.
В інтерв'ю 2001 року Соммерс прокоментувала спадок свого найвеличнішого хіта: «Двадцять альбомів з одними з найвидатніших імен джазу, але я назавжди пов'язана з „Johnny Get Angry“».
Її композиція 1965 року у жанрі північний соул «Don't Pity Me» стала хітом у Великій Британії, часто потрапляючи в топсписки. Платівка зі швидкістю 45 обертів на хвилину регулярно переходить до колекціонерів за ціною понад 500 доларів США за копію.
Протягом 1960-х Соммерс з'являвся на телебаченні як співачка та учасниця ігрових шоу, серед них «Everybody's Talking», «Hollywood Squares», «You Don't Say» і «Match Game», а також як акторка у телепроєктах «Where the Action Is» Діка Кларка, «Hullabaloo» та інших.
22 січня 1963 році вона з'явилася у «Програмі Джека Бенні», де заспівала «I'll Never Stop Loving You»; іншим гостем був актор Пітер Лорре.
Серед її акторських робіт — «Everything's Ducky» (1961) з Міккі Руні та «Швидкомобіль» Джека Арнольда (1964), у якому вона співала «If You Love Him». В останньому епізоді «Дикого Дикого Заходу» під назвою «Ніч магнатів» (11 квітня 1969 року) вона заспівала «Dreams, Dreams of a Lady's Love».
Соммерс виконала джингли «Now It's Pepsi, For Those Who Think Young» (на мелодію «Makin' Whoopee») і «Come Alive! You're in the Pepsi Generation» для радіо та телебачення. Її стали називати «Дівчиною Пепсі». Багато років потому вона заспівала джингл «Now You See It, Now You Don't» для реклами Diet Pepsi.
Соммерс озвучила кілька анімаційних персонажів, зокрема у «У м'ятному Чу-Чу», який відклали, хоча й випустили музику; у «Мишці на „Мейфлавері“», виробництва Rankin/Bass, озвучила Прісциллу Маллінс (1968); у «До нашої ери: Перший день подяки» (1973) озвучила Товстуна та Милу Курочку.
На початку 1970-х Соммерс пішла з шоу-бізнесу, щоб зосередитися на сімейному житті. У 1980-х вона знову почала з'являтися на публіці, зокрема двічі в сатиричній програмі на радіостанції Санта-Моніки KCRW.
У 2001 році Соммерс заспівала дві пісні в альбомі Ейба Моста, «I Love You Much Too Much». Вона виконала заголовний трек і «Bei Mir Bist du Schoen».
У 2004 році альбом «Johnny Got Angry», випущений тільки для Японії, складався з усіх оригінальних мелодій, написаних другом Соммерс й актором озвучення Віллом Раяном.

## Особисте життя
Соммерс була одружена з театральним агентом Джеррі Штайнером з 1961 року до його раптової смерті у 1972 році. У пари народилося троє дітей — Керолін, Ненсі та Джейсон.

## Сингли
| Дата випуску | Назва Обидві сторони альбом, за виключенням, коли вказано інше                                 | Лейбл                               | Позиція в чартах    | Позиція в чартах | Альбом           |
| Дата випуску | Назва Обидві сторони альбом, за виключенням, коли вказано інше                                 | Лейбл                               | USBillboard Hot 100 | US Billboard AC  | Альбом           |
| ------------ | ---------------------------------------------------------------------------------------------- | ----------------------------------- | ------------------- | ---------------- | ---------------- |
| 1959         | «Kookie's Love Song» With Edd Byrnes & The Mary Kaye Trio b/w Sing-along version by Edd Byrnes | Warner Bros. 5114                   | —                   | —                | -                |
| 1960         | «One Boy» b/w «I'll Never Be Free» (Non-album track)                                           | Warner Bros. 5157                   | 54                  | —                | Johnny Get Angry |
| 1960         | «Be My Love» b/w «Why Don't You Do Right (Get Me Some Money Too)»                              | Warner Bros. 5177                   | —                   | —                | -                |
| 1960         | «Ruby-Duby-Du» b/w «Bob White (Whatcha Gonna Swing Tonight?)»                                  | Warner Bros. 5183                   | —                   | —                | -                |
| 1961         | «I Don't Want To Walk Without You» b/w «Seems Like Long, Long Ago»                             | Warner Bros. 5201                   | —                   | —                | Johnny Get Angry |
| 1961         | «The Piano Boy» b/w «Serenade Of The Bells» (Non-album track)                                  | Warner Bros. 5226                   | —                   | —                | Johnny Get Angry |
| 1961         | «Makin' Whoopee» b/w «What's Wrong With Me»                                                    | Warner Bros. 5241                   | —                   | —                | -                |
| 1962         | «Johnny Get Angry» b/w «Theme from A Summer Place»                                             | Warner Bros. 5275                   | 7                   | —                | Johnny Get Angry |
| 1962         | «When The Boys Get Together» b/w «Passing Strangers»                                           | Warner Bros. 5308                   | 94                  | —                | -                |
| 1962         | «Goodbye Joey» b/w «Bobby's Hobbies»                                                           | Warner Bros. 5324                   | —                   | —                | -                |
| 1963         | «Since Randy Moved Away» b/w «Memories, Memories» (Non-album track)                            | Warner Bros. 5339                   | —                   | —                | Johnny Get Angry |
| 1963         | «A Little Bit Of Everything» b/w «Henny Penny»                                                 | Warner Bros. 5350                   | —                   | —                | -                |
| 1963         | «One Boy» b/w «June Is Bustin' Out All Over»                                                   | Warner Bros. 5361                   | —                   | —                | Johnny Get Angry |
| 1963         | «Little Girl Bad» b/w «Wishing Well»                                                           | Warner Bros. 5374                   | 132                 | —                | -                |
| 1963         | «Big Man» b/w «Goodbye Summer»                                                                 | Warner Bros. 5390                   | —                   | —                | -                |
| 1964         | «I'd Be So Good For You» b/w «I'm Gonna Know He's Mine»                                        | Warner Bros. 5437                   | —                   | —                | -                |
| 1964         | «If You Love Him» b/w «I Think I'm Gonna Cry Now»                                              | Warner Bros. 5454                   | —                   | —                | -                |
| 1965         | «Don't Pity Me» b/w «My Block»                                                                 | Warner Bros. 5629                   | —                   | —                | -                |
| 1966         | «Never Throw Your Dreams Away» b/w «You've Got Possibilities»                                  | Columbia 43567                      | —                   | —                | -                |
| 1966         | «Alfie» b/w «You Take What Comes Along» (from Come Alive!)                                     | Columbia 43731                      | —                   | 9                | -                |
| 1966         | «It Doesn't Matter Anymore» b/w «Take A Broken Heart»                                          | Columbia 43950                      | —                   | —                | -                |
| 1967         | «Trains and Boats and Planes» b/w «Yesterday's Morning»                                        | Capitol 5936                        | —                   | —                | -                |
| 1968         | «Talk Until Daylight» b/w «The Great Divide»                                                   | Warner Bros. 7251                   | —                   | 29               | -                |
| 1969         | «Little Girl From Greenwood, Georgia» b/w «Step Inside Love»                                   | Happy Tiger 522                     | —                   | —                | -                |
| 1970         | «The Sunshine After The Rain» b/w «Tell Him»                                                   | Happy Tiger 537                     | —                   | —                | -                |
| 1978         | «The Peppermint Choo Choo» b/w «The Peppermint Engineer»                                       | Peppermint Choo Choo 302> ABC 12323 | —                   | —                | -                |

## Альбоми
- 1960: Positively the Most! Warner Bros. W1346
- 1961: The «Voice» of the 60's Warner Bros. W1412
- 1962: Look Out! It's Joanie Sommers (with Bobby Troup and Shelly Manne)
- 1962: For Those Who Think Young Warner Bros. W1436
- 1962: Johnny Get Angry Warner Bros. W1470
- 1962: Let's Talk About Love Warner Bros W1474
- 1963: Sommers' Seasons Warner Bros. WS1504
- 1964: Softly, the Brazilian Sound Warner Bros. WS1575
- 1965: Come Alive! Columbia CS 9295
- 1966: On the Flip Side — Original Cast Album (w/ Rick Nelson, cuts 2, 4 and 8) Decca 4824
- 1982: Dream Discovery Records DS-887
- 1988: Tangerine HiBrite PCB-203
- 1992: A Fine Romance HiBrite HTCP-10
- 1995: Hits and Rareties Marginal MAR-001
- 2000: Here, There and Everywhere! Absord ABCJ 313
- 2000: Johnny Got Angry Absord ABCJ 314
- 2001: I Love You Much Too Much Camard (not numbered)
- 2005: Sings Bossa Nova Absord ABCJ 339
- 2011: Complete Warner Bros. Singles Real Gone Music
- 2013: Come Alive The Complete Columbia Recordings Real Gone Music